# Icarus (Schiff, 1937)
Die HMS Icarus (D03) war ein Zerstörer der acht Schiffe und einen Leader umfassenden I-Klasse der britischen Royal Navy im Zweiten Weltkrieg. Das Schiff wurde im Kriegsverlauf mit zehn Battle Honours ausgezeichnet und war beim Kriegsende in Europa neben der Impulsive eines der beiden im Dienst verbliebenen Schiffe der Klasse. 1946 wurde die Icarus außer Dienst gestellt und zum Abbruch verkauft.

## Die Geschichte des Schiffes
Die Icarus war eines der beiden Schiffe, die am 30. Oktober 1935 bei John Brown & Company in Clydebank bestellt wurden. Nach der Kiellegung im März 1936 lief die Icarus am 26. November 1936 als erster der beiden Neubauten in Clydebank vom Stapel. Die Icarus gehörte zu der Hälfte der Schiffe der I-Klasse, die als Minenleger ausgerüstet werden konnten; zwei Geschütze und die Torpedorohre mussten dann allerdings als Gewichtsausgleich für die Minenzuladung von Bord gegeben werden.
Der Zerstörer wurde zunächst gemeinsam mit der Mehrzahl seiner Schwesterschiffe im Mittelmeer eingesetzt.

### Kriegseinsätze
Nach Kriegsbeginn wurde die Icarus mit den Schiffen der 3. Zerstörer-Flottille sofort in die Gewässer um die Britischen Inseln zurückbefohlen. Bei einem Geleiteinsatz gelang es der Icarus am 29. November 1939, gemeinsam mit den neuen Zerstörern Kingston und Kashmir östlich der Shetland-Inseln das deutsche U-Boot U 35 zu versenken.

Im Herbst 1939 entschied die Admiralität, zumindest zeitweise vier Zerstörer der I-Klasse zu Minenlegern umzurüsten. Neben der Icarus wurden die Schwesterschiffe Ivanhoe, Intrepid und Impulsive entsprechend umgerüstet, um dann mit den Zerstörern Esk und Express die 20. britische Zerstörerflottille in Immingham zu bilden. Die Zerstörer gaben dazu ihre U-Boot-Abwehrwaffen am Heck, die beiden Heckgeschütze und beide Torpedorohrsätze von Bord und konnten dann auf dem Achterschiff 60 Minen laden. Der Umbau der Icarus erfolgte im Januar und Februar als drittes Schiff der I-Klasse.
Am 5. April 1940 legte die Icarus im Rahmen der Operation Wilfred mit Esk, Ivanhoe und Impulsive eine Minensperre nahe Bodø in den Küstengewässern des damals noch neutralen Norwegens, gesichert durch vier Zerstörer der H-Klasse. Als dann die deutsche Landung anlief (Unternehmen Weserübung), gelang es dem Zerstörer zunächst, den deutschen Versorgungsdampfer Alster zu kapern. Am 13. April nahm Icarus dann an dem Zweiten Seegefecht bei Narvik teil, bei dem die verbliebenen acht der ursprünglich zehn Zerstörer, welche die deutschen Truppen dorthin gebracht hatten, versenkt wurden. Die Icarus war zur Sicherung des Schlachtschiffs Warspite insbesondere vor Minen eingeteilt.
Nach der Übernahme neuer Minen in Immingham legte der Zerstörer Ende April 1940 mit den Schwesterschiffen Ivanhoe und Impulsive eine weitere Minensperre in den norwegischen Küstengewässern.

Nach weiteren Mineneinsätzen in der Nordsee evakuierte der Zerstörer Ende Mai gemeinsam mit vielen anderen Schiffen die um Dünkirchen eingekesselten alliierten Truppen (Operation Dynamo). Dabei wurde er am dritten Tag seines Einsatzes, dem 31. Mai 1940, vor Dünkirchen durch Bomben deutscher Stukas beschädigt. Dennoch blieb die Icarus bis zum 2. Juni im Einsatz und evakuierte 4396 Soldaten auf ihren sechs Fahrten. Neben der Icarus waren auch die Schwesterschiffe Impulsive, Ivanhoe und Intrepid zwischen Dover und Dünkirchen im Einsatz.

Nach dem Ende der Reparaturen wurde die Icarus weiter als Minenleger eingesetzt und vervollständigte die britischen Schutzsperren in der Nordsee und im Kanal.
Ab Februar 1941 erfolgten – meist zusammen mit den Schwesterschiffen Intrepid und Impulsive und gesichert durch Geleitzerstörer der Hunt-Klasse – offensive Minenlegereinsätze gegen Brest, den neuen Stützpunkt der schweren deutschen Schiffe.
Ende April 1941 wurde die Icarus zum Zerstörer zur U-Boot-Jagd umgerüstet und der 3. Zerstörerflottille bei der Home Fleet zugeteilt.

Am 22. Mai lief sie mit den Zerstörern Achates, Antelope, Anthony, Echo, Electra als Sicherungsschirm des Schlachtkreuzers Hood und des neuen Schlachtschiffes Prince of Wales aus Scapa Flow aus, um die Dänemarkstraße gegen einen Durchbruch der Bismarck und des sie begleitenden Schweren Kreuzers Prinz Eugen zu sichern, welche die norwegische Küste verlassen hatten.
Nach Meldungen des Kreuzers Suffolk vom Abend des 23. über die Anwesenheit der deutschen Schiffe in der Dänemarkstraße liefen die schweren britischen Schiffe mit Höchstfahrt zum Südausgang der Straße. Der Befehlshaber entließ die Begleitzerstörer etwa zwei Stunden vor dem Gefecht, da sie bei den herrschenden Wetterbedingungen der Hood nicht mehr folgen konnten.
Die Electra konnte dann nur noch drei Überlebende der Hood von den 1418 Mann an Bord finden.
Ende Juli führte die Home Fleet die erste größere Unterstützungsaktion für den neuen Verbündeten im Osten, die Sowjetunion, durch, als sie mit einem Trägerraid Kirkenes und Petsamo angriff. Zusammen mit dem Flottillenführer Inglefield sicherte die Icarus den im Nordmeer stehenden Tanker Black Ranger, der die Kreuzer und Zerstörer dieses längeren Einsatzes mit Treibstoff auf einem vereinbarten Treffpunkt versorgte. Anschließend war der Zerstörer an der Evakuierung Spitzbergens beteiligt, zu der am 19. August 1941 die „Force K“ unter Konteradmiral Philip Vian mit den Kreuzern Nigeria und Aurora, den Zerstörern Icarus, Antelope, Tartar, Eclipse, Anthony, dem Truppentransporter Empress of Canada sowie dem Flottentanker Oligarch (6897 BRT, 1918) von Scapa Flow nach Spitzbergen auslief, um die norwegischen und sowjetischen Kolonien zu evakuieren und die Industrie-Anlagen zu zerstören. Nigeria und Empress of Canada transportierten über 2000 Russen nach Archangelsk, wo sie 200 Franzosen an Bord nahmen, die nach Russland geflüchtet waren und sich den Freien Franzosen anschließen wollten und vereinigten sich dann am 1. September vor Barentsburg wieder mit der Aurora, die zwischenzeitlich drei beladene norwegische Kohlendampfer Ingerto (3089 BRT), Nandi (1999 BRT), Munin (1289 BRT), den Eisbrecher-Schlepper Isbjorn (437 BRT, 1898), den Walfänger Agnes und zwei Seehund-Fangboote (Polaric, Strømsnes) nach Island in Marsch gesetzt hatte. Am 3. September 1941 verließen die Alliierten die Inselgruppe.
Danach diente der Zerstörer bis ins Frühjahr 1942 als Eskorte von Nordmeergeleitzügen, unter anderen bei den Geleitzügen PQ 2, PQ 7, PQ 12, PQ 13, durch welche die Sowjetunion mit Kriegsmaterial beliefert wurde und den Rückgeleiten.

Da die Verteidigung Maltas für die Briten oberste Priorität hatte, wurde das Schiff im April 1942 zur 6. Zerstörerflottille umgesetzt und im Mittelmeer eingesetzt. Der erste Einsatz fand im Rahmen der Operation Harpoon ab dem 12. Juni 1942 statt, bei dem sechs Transporter mit 39.000 t Versorgungsgütern und Öl nach Malta gebracht werden sollten. Die Icarus war Teil der Deckungsgruppe im westlichen Mittelmeer mit dem Schlachtschiff Malaya, den Trägern Eagle und Argus, den Kreuzern Kenya, Liverpool, Charybdis sowie neben der Icarus den Zerstörern Onslow, Escapade, Antelope, Wishart, Westcott, Wrestler und Vidette. Der Geleitzug wurde fast vollständig aufgerieben und die Sicherungskräfte am Konvoi erlitten erhebliche Verluste. Der folgenden Konvoi Operation Pedestal, der am 10. August Gibraltar passierte, hatte einen unglücklichen Start, als schon am gleichen Morgen der Träger Eagle von U 73 versenkt wurde. Bei dessen Untergang starben nur 160 Mann, während 927 durch die Laforey, Lookout und den Schlepper Jaunty sowie die Icarus gerettet wurden. Der Konvoi verlor durch den Untergang des Trägers allerdings ein Viertel seiner Luftsicherung. Das Durchkommen von vier Transportern – darunter der Tanker Ohio – zum Ziel, sicherte für einen längeren Zeitraum Malta als schlagkräftigen Stützpunkt der Alliierten.
Von Herbst 1942 bis Frühjahr 1943 folgten für die Icarus wiederum Geleitaufgaben an den Arktis-Konvois, wie QP 15, JW 51B, RA 52, JW 53 und RA 53, die von deutschen U-Booten, Überwasserstreitkräften und Flugzeugen angegriffen wurden.
Mit verstärkter U-Boot-Abwehr- und Flugabwehr-Bewaffnung wurde die Icarus ab März 1943 zur Sicherung von Geleitzügen im Nordatlantik eingesetzt. Zuerst wurde die Icarus in der „3.“, später „4. Supportgroup“ eingesetzt, die angegriffenen Konvois, wie HX 230, HX 231 zur Hilfe eilten. Im Herbst 1943 wurde sie der kanadischen, in Londonderry stationierten „Escort Group C2“ zugeteilt und begleitete Konvois über die gesamte Strecke des Nordatlantiks. Dabei war sie auch an der Versenkung des deutschen U-Bootes U 744 gemeinsam mit den Zerstörern Chaudiere und Gatineau sowie weiteren Geleitern am 5. März 1944 beteiligt.
Im Mai 1944 verlegte die Icarus zur 14. Escort Group in Plymouth zur Sicherung des Invasionsgebiets. Der Einsatzschwerpunkt lag dann im Ärmelkanal und in der Biskaya, wo der Zerstörer deutsche U-Boote und Vorpostenboote jagte. Während einer Überholung im August/September 1944 erhielt die Icarus einen Hedgehog-Werfer. Am 21. Januar 1945 gelang es dem Zerstörer gemeinsam mit der Korvette Mignonette, vor Land’s End U 1199 zu versenken, das einen Küstenkonvoi angegriffen hatte.

### Ende der Dienstzeit
Zuletzt wurde die Icarus nur noch im Küstenbereich eingesetzt.
Nach dem Ende der Kampfhandlungen wurde HMS Icarus anfangs als Trainingsschiff bei der Ausbildung von U-Boot-Besatzungen eingesetzt. Im Herbst 1945 nahm das Schiff an der Vernichtung der deutschen U-Boot-Flotte (Operation Deadlight) teil. Im Januar 1946 begleitete sie das in Horten sichergestellte U-Boot U 3515 vom Typ XXI nach Libau, wo es der sowjetischen Roten Flotte übergeben wurde.
Im August 1946 wurde HMS Icarus außer Dienst gestellt und im Sommer 1947 abgewrackt.